# Гіброн (Меріленд)
Гіброн (англ. Hebron) — місто (англ. town) в США, в окрузі Вікоміко штату Меріленд. Населення — 1113 особи (2020).

## Географія
Гіброн розташований за координатами 38°25′27″ пн. ш. 75°41′12″ зх. д. / 38.42417° пн. ш. 75.68667° зх. д. (38.424305, -75.686653).  За даними Бюро перепису населення США в 2010 році місто мало площу 3,30 км², уся площа — суходіл.

## Демографія
Згідно з переписом 2010 року, у місті мешкали 1084 особи в 419 домогосподарствах у складі 285 родин. Густота населення становила 328 осіб/км².  Було 457 помешкань (138/км²).
Расовий склад населення:
| - 83,8 % — білих - 13,5 % — чорних або афроамериканців - 0,8 % — азіатів - 0,3 % — корінних американців |

До двох чи більше рас належало 1,4 %. Частка іспаномовних становила 2,0 % від усіх жителів.
За віковим діапазоном населення розподілялося таким чином: 26,3 % — особи молодші 18 років, 61,5 % — особи у віці 18—64 років, 12,2 % — особи у віці 65 років та старші. Медіана віку мешканця становила 34,8 року. На 100 осіб жіночої статі у місті припадало 90,5 чоловіків;  на 100 жінок у віці від 18 років та старших — 86,2 чоловіків також старших 18 років.
Середній дохід на одне домашнє господарство  становив 58 947 доларів США (медіана — 53 224), а середній дохід на одну сім'ю — 68 416 доларів (медіана — 56 111). Медіана доходів становила 44 792 долари для чоловіків та 37 760 доларів для жінок. За межею бідності перебувало 5,7 % осіб, у тому числі 6,1 % дітей у віці до 18 років та 5,3 % осіб у віці 65 років та старших.
Цивільне працевлаштоване населення становило 562 особи. Основні галузі зайнятості: освіта, охорона здоров'я та соціальна допомога — 25,1 %, роздрібна торгівля — 16,7 %, фінанси, страхування та нерухомість — 10,9 %, науковці, спеціалісти, менеджери — 10,1 %.